# Pselaphelia
Pselaphelia is een geslacht van vlinders uit de familie nachtpauwogen (Saturniidae).
De typesoort van het geslacht is Copaxa gemmifera Butler, 1878

## Soorten
- P. antelata Darge, 2003
- P. arenivaga Darge, 2003
- P. aurata Bouyer, 1992
- P. dentifera (Maassen & Weyding, 1885)
- P. flavivitta (Walker, 1862)
- P. gemmifera (Butler, 1878)
- P. hurumai Darge, 2003
- P. kitchingi Darge, 2007
- P. laclosi Darge, 2002
- P. mariaetheresae Darge, 2002
- P. mariatheresae Darge, 2002
- P. neglecta Darge, 2003
- P. noellae Bouyer, 2008
- P. oremansi Darge, 2008
- P. vandenberghei Bouyer, 1992
- P. vingerhoedti Bouyer, 2008